# Булгарська імперія
Булгарська імперія (Болгарське царство, болг. Българско царство, Balgarsko tsarstvo ˈbəlɡɐrskʊ ˈt͡sarstvʊ) — період історії Європи та Болгарії, коли у південно-східній Європі існувала відповідна держава. Булгарська імперія існувала у період між 681 та 1018 роками та з 1185 до 1396 року, але Друге царство розглядається не як окреме державне утворення, а як відновлення держави після візантійського панування.

## Перше царство

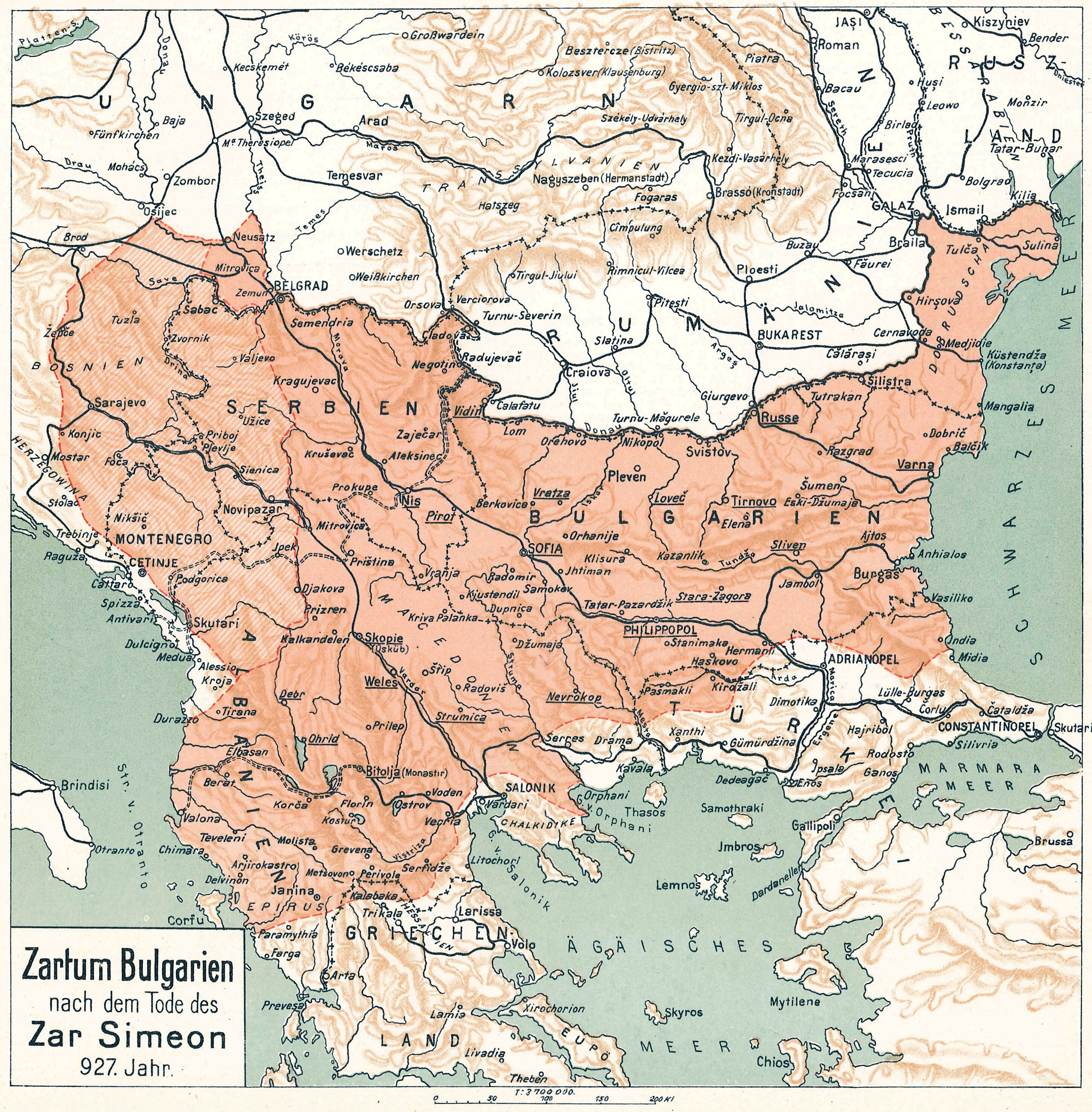
Болгарське царство у період найвищого розквіту близько 920

Разом з протоболгарами слов'янські племена в 681 році створили державу Болгарію, яка займала територію сучасної Північної Болгарії. На чолі держави став хан Аспарух, а її столицею — місто Плиска. Найбільшого розквіту досягло за царя Симеона I. Припинило існування після того як візантійські імператори X століття відвоювали у болгар зайняті ними області і тим поклали кінець першого Болгарському царству (1018).

## Друге царство
У  1185 році повстання братів Петра, Івана Асеня і Калояна відновило болгарську державність, котра протрималася до 1396, коли Царство було завойовано Османською імперією. Досягла розквіту за правління Івана Асеня II, але у 1242 році Болгарія потрапила під монгольську навалу і змушена була платити данину Орді. До кінця XIII століття в результаті воєн і внутрішніх чвар Болгарія ослабла. Після 1371 розділилося на Тирновське царство, Видинське князівство та Видинське князівство.